# Malagassische voetbalbond
De Fédération Malagasy de Football (afkorting: FMF) is de Malagassische voetbalbond en werd opgericht in 1961. De bond organiseert het Malagassisch voetbalelftal en het professionele voetbal in Madagaskar (onder andere het THB Champions League). De voorzitter is Ahmad. De FMF is aangesloten bij de FIFA sinds 1962 en bij de CAF sinds 1963.